# Gillette Mach3

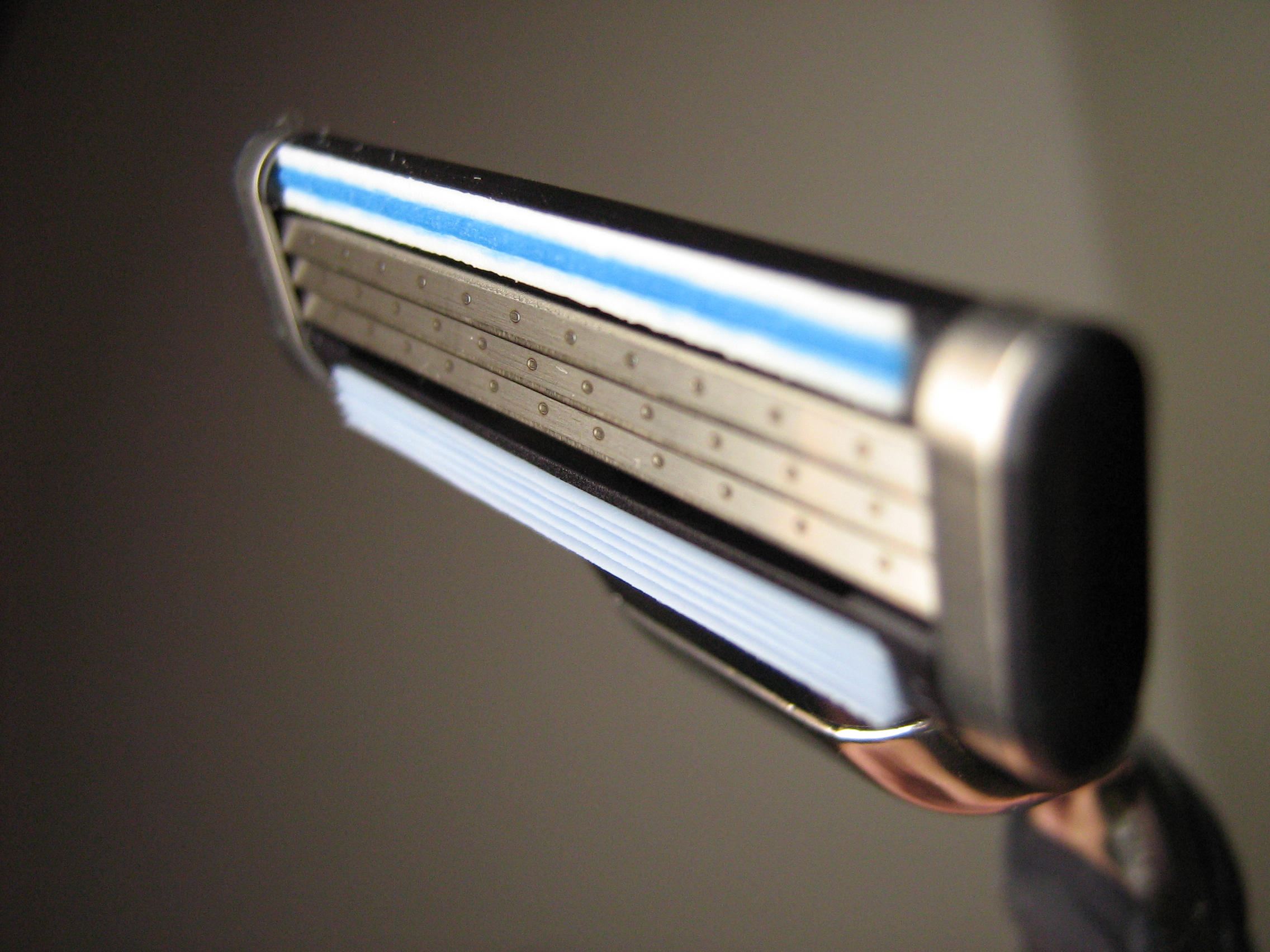
De scheerkop van een Mach3

De Gillette Mach3 is de naam van een reeks scheermesjes geproduceerd door de firma Gillette, onderdeel van Procter & Gamble. De lijn werd in 1998 geïntroduceerd nadat het bedrijf er 750 miljoen dollar in research & development in had gestoken. De scheerkop bevat drie mesjes, hetgeen volgens de marketing van Gillette tot gevolg heeft dat men minder druk op de huid hoeft te zetten, en men zich met minder halen glad kan scheren, hetgeen de kans op huidirritatie zou verminderen. 
Vanwege het derde scheerblad kost de Mach3 aanzienlijk meer dan vergelijkbare mesjes. Het zakelijk model van Gillette is dat het heft voor een lage prijs wordt verkocht, de winst komt van de mesjes.
Andere scheermessen in de Mach3 lijn zijn de Mach3Turbo en de M3Power, de laatste met een vibrerend elektromotortje aan boord. De mesjes zijn uitwisselbaar tussen de verschillende modellen. Voor vrouwen is er de Venus-serie, eveneens gebaseerd op de Mach3. De heften van de  Venus modellen hebben een verschillende gripvorm en lengte vanwege de verschillende noden van vrouwen voor wat betreft scheerhoek en bereikbaarheid.